# Teresa Gallagher
Teresa Gallagher es una actriz británica nacida en Estados Unidos. Es mejor conocida por su papel de Nicole Watterson en la comedia animada de Cartoon Network The Amazing World of Gumball.

## Carrera
Gallagher es conocida por su papel de Ellen Smith en The Bill, por sus apariciones en la radio en No Commitments, Salem's Lot y Memorials to the Missing. Interpretó a Sarah en Footballers' Wives y a Alison Canning en Casualty.
Presentó el programa infantil de la BBC Playdays y prestó su voz para otras series infantiles, entre ellas The Mr. Men Show, Alphablocks, Numberblocks y Octonautas.
Ha grabado versiones para varias películas de anime como Laughing Target, X, Bounty Dog, Demon City Shinjuku y Cyber City Oedo 808. Gallagher regresó a hacer actuación de voz para anime con la versión doblada al inglés de la serie de televisión Ronja, la hija del bandolero.
En 2003, prestó su voz a Amalia, la protagonista femenina del drama de Rita Dove The Darker Face of the Earth, junto a Chiwetel Ejiofor en la adaptación radial de la BBC de la obra.
En 2010, prestó su voz a Fern, el Hada Verde, a la Reina Titania y a la Sra. Walker en la versión británica de la película Rainbow Magic: Return to Rainspell Island, y desde 2011, presta su voz a Nicole Watterson, la madre del personaje principal, en la serie animada de Cartoon Network The Amazing World of Gumball.
En 2015, proporcionó la voz de EOS, así como de varios personajes secundarios en Thunderbirds Are Go, y también proporcionó voces para Voice Trumpets y los Tiddlytubbies en el reinicio de 2015 de Teletubbies.
Gallagher también ha realizado varios trabajos de doblaje para videojuegos, comerciales, obras de radio, radiodramas de la BBC y audiolibros, incluyendo varios libros de Meg Cabot y la adaptación en audiolibro de 2007 de la novela Casa desolada de Charles Dickens, que se convirtió en el audiolibro del año de The Times. Miembro de la BBC Radio Drama Company, ha leído Book of the Week y Book at Bedtime de Radio 4.

## Filmografía

### Radio
| Año  | Título                                        | Papel                        | Director          | Estación                       |
| ---- | --------------------------------------------- | ---------------------------- | ----------------- | ------------------------------ |
| 1993 | The Lake                                      |                              | Ned Chaillet      | BBC Radio 4                    |
| 1994 | Waiting For Lefty                             |                              | Ned Chaillet      | BBC Radio 3                    |
| 1995 | Salem's Lot                                   | Susan Norton                 | Adrian Bean       | BBC Radio 4                    |
| 2001 | The Polish Soldier                            | Marti                        | Ned Chaillet      | BBC Radio 4 Afternoon Play     |
| 2001 | Mary Barton                                   | Margaret                     | Claire Grove      | BBC Radio 4 Woman's Hour Drama |
| 2004 | Different Planes                              | Annie Wyman                  | Lu Kemp           | BBC Radio 4 Friday Play        |
| 2004 | Are You Sure?                                 | Deborah                      | Lu Kemp           | BBC Radio 4 Afternoon Play     |
| 2007 | Captain Starlight's Apprentice                | Jess                         | Lu Kemp           | BBC Radio 4 Woman's Hour Drama |
| 2010 | Two Pipe Problem 2010: Right Old Charlie      | Karen                        | Marilyn Imrie     | BBC Radio 4 Afternoon Play     |
| 2010 | Two Pipe Problem 2010: The Memory Man Forgets | Karen / Shelley              | Marilyn Imrie     | BBC Radio 4 Afternoon Play     |
| 2011 | The Heat of the Day                           | Louie / Anne / Mary / Mesera | Marilyn Imrie     | BBC Radio 4 Classic Serial     |
| 2014 | El exorcista                                  | Chris MacNeil                | Gaynor Macfarlane | BBC Radio 4                    |

### Televisión
| Año  | Título                           | Papel | Notas             |
| ---- | -------------------------------- | --- | ----------------- |
| 1988 | Playdays                         | Ella misma, Dilys Litefoot                                                                                                 |                   |
| 2000 | Lapitch der Kleine Schummacher   | Lapitch, Perwinkle Percival III                                                                                            | Versión en inglés |
| 2002 | Engie Bengie                     | Dottie |                   |
| 2005 | BB3B                             | Louie |                   |
| 2006 | The Likeaballs                   | Adoraball, Pam, Collectaball                                                                                               |                   |
| 2007 | Mama Mirabelle's Home Movies     | Karla la Cebra |                   |
| 2008 | Frankenstein's Cat               | Lottie's mother, Sweeny, Igoria                                                                                            |                   |
| 2008 | The Mr. Men Show                 | Little Miss Naughty (Temporada 2), Little Miss Chatterbox, Little Miss Daredevil, Little Miss Whoops                       | Doblaje británico |
| 2008 | The Pinky and Perky Show         | KT |                   |
| 2008 | Get Squiggling                   | Varios |                   |
| 2009 | Dennis the Menace                | Mamá de Dennis, Bea, Curly                                                                                                 | Series 1 y 2      |
| 2009 | Thomas y sus amigos              | Rosie (series 14-16), Emily                                                                                                | Versión británica |
| 2009 | Thomas y sus amigos              | Mavis, Belle, Judy, Annie, Clarabel, Lady Hatt, Bridget Hatt, Stephen Hatt, Duquesa de Boxford                             |                   |
| 2010 | Alphablocks                      | Varios |                   |
| 2010 | Octonautas                       | Dashi | Doblaje británico |
| 2010 | Everything's Rosie               | Holly, Little Bear |                   |
| 2011 | Floopaloo, ¿dónde estás?         | Lisa |                   |
| 2011 | The Amazing World of Gumball     | Nicole Watterson, Penny Fitzgerald, Banana Barbara, Jackie Wilson, Teri, Margaret Robinson, Polly Fitzgerald, Joan Markham |                   |
| 2011 | La gatita Poppy                  | Egbert/Gilda | [ 2 ]             |
| 2011 | Fleabag Monkeyface               | Gerald, voces adicionales                                                                                                  |                   |
| 2013 | Henry Hugglemonster              | Henry | Doblaje británico |
| 2013 | Mon Pote le fantôme              | Jessica Wright, Mallory Merriman, Kath Katherson                                                                           |                   |
| 2014 | Pip Ahoy!                        | Pip, Meryl la Sirena, Aisha, Srta. Snail, Aubrey                                                                           |                   |
| 2015 | Thunderbirds Are Go              | EOS |                   |
| 2015 | Teletubbies                      | Trompetas, Tiddlytubbies                                                                                                   | Serie revival     |
| 2015 | Miffy's Adventures Big and Small | |                   |
| 2015 | Mr. Bean                         | Voces adicionales |                   |
| 2016 | Magiki                           | Billie, Sir Kitty Cat | Versión en inglés |
| 2017 | Ronja, la hija del bandolero     | Ronja | Versión en inglés |
| 2017 | Kazoops!                         | Violet |                   |
| 2017 | Wildwoods                        | Poppy |                   |
| 2017 | Numberblocks                     | Cero, Seis, Diez, Quince, Veinticinco, Veintiocho, Sesenta, Sesenta y cuatro                                               | Versión británica |
| 2018 | Lilybuds                         | Lilac |                   |
| 2021 | Elliott from Earth               | Srta. Argolis |                   |
| 2021 | Odo                              | Líder del campamento |                   |
| 2022 | The Creature Cases               | Peggy Scratch, voces adicionales                                                                                           |                   |
| 2023 | Hilda                            | Astrid joven |                   |

### Películas
| Año  | Título                                       | Papel                                                            | Notas                                                       |
| ---- | -------------------------------------------- | ---------------------------------------------------------------- | ----------------------------------------------------------- |
| 2005 | The Jacket                                   | Sally                                                            |                                                             |
| 2006 | A Christmas Carol                            | Tiny Tim, Fantasma de la Navidad Pasada, Fan                     | Parte de BKN Classic Series                                 |
| 2009 | Hero of the Rails                            | Emily, Mavis, Duquesa de Boxford                                 | Versión británica                                           |
| 2010 | Rainbow Magic: Return to Rainspell Island    | Reina Titania, Fern el Hada Verde                                |                                                             |
| 2010 | Misty Island Rescue                          | Emily                                                            | Versión británica                                           |
| 2011 | Day of the Diesels                           | Emily, Belle, Mavis, Lady Hatt                                   |                                                             |
| 2011 | Cars 2                                       | Computadora de Mate                                              |                                                             |
| 2012 | Blue Mountain Mystery                        | Emily, Mavis, Annie, Clarabel                                    |                                                             |
| 2013 | King of the Railway                          | Emily, Mavis, Annie, Clarabel                                    |                                                             |
| 2014 | Tale of the Brave                            | Emily, Mavis, Annie, Clarabel                                    |                                                             |
| 2014 | Postman Pat: The Movie                       | Lucy Selby                                                       |                                                             |
| 2015 | The Adventure Begins                         | Annie, Clarabel, Judy                                            |                                                             |
| 2015 | Sodor's Legend of the Lost Treasure          | Emily, Daisy, Annie, Clarabel                                    |                                                             |
| 2016 | Thomas & Friends: The Great Race             | Emily, Belle, Gina, Frieda, Daisy, Marion, Annie, Clarabel       |                                                             |
| 2017 | Journey Beyond Sodor                         | Emily, Annie, Clarabel                                           |                                                             |
| 2017 | Mary to Majo no Hana                         | Bruja de Cabello Rojo                                            | Doblaje en inglés                                           |
| 2018 | Thomas & Friends: Big World! Big Adventures! | Emily, Marion, Natalie, Arizonia Diesel, Annie, Clarabel, Cassia |                                                             |
| 2024 | Fox and Hare Save the Forest                 | Liebre                                                           | Estreno en el 74º. Festival Internacional de Cine de Berlín |

### Videojuegos
| Año  | Título                     | Papel               |
| ---- | -------------------------- | ------------------- |
| 2006 | Rule of Rose               | Wendy, Joshua       |
| 2007 | The Witcher                | Abigail, Alvin      |
| 2017 | Xenoblade Chronicles 2     | Reina Raqura, Azami |
| 2017 | LEGO Marvel Super Heroes 2 | Mantis, Medusa      |